# Potebniamyces balsamicola
Potebniamyces balsamicola är en svampart. Potebniamyces balsamicola ingår i släktet Potebniamyces och familjen Bulgariaceae.

## Underarter
Arten delas in i följande underarter:
- boycei
- balsamicola